# Hapsford
Hapsford är en by i civil parish Dunham-on-the-Hill and Hapsford, i distriktet Cheshire West and Chester, i Storbritannien.   Det ligger i grevskapet Cheshire och riksdelen England, i den södra delen av landet, 260 km nordväst om huvudstaden London. Hapsford var en civil parish 1866–2015 när blev den en del av Dunham on the Hill & Hapsford. Civil parish hade 129 invånare år 2001.